# C14H9NO2
化学式C14H9NO2（摩尔质量：237.25 g/mol）可以指：
- 氨基蒽醌
  - 1-氨基蒽醌，CAS号：82-45-1 
  - 2-氨基蒽醌，CAS号：117-79-3
- N-苯基邻苯二甲酰亚胺，CAS号：520-03-6

|  | 这个同类索引页列出了具有相同分子式的化学物（即同分異構體）条目。 除非您是有意链接至本页，否则应将相应条目的内部链接指向正确的条目。 |